# اسپینوسا (میناس گرایس)
اسپینوسا (به پرتغالی: Espinosa) یک منطقهٔ مسکونی در برزیل است که در میناز ژرایس واقع شده‌است. اسپینوسا ۱٬۸۶۹ کیلومتر مربع مساحت و ۳۲٬۱۵۱ نفر جمعیت دارد.